# Домашня вечірка (фільм, 2023)
«Домашня вечірка» (англ. House Party) — американська комедія, заснована на однойменному фільмі 1990 року. Режисером фільму виступив кліпмейкер Calmatic для якого знімання цього фільму стало режисерським дебютом у великому кіно.

## Сюжет
Старшокласник потай пробирається на домашню вечірку свого друга і разом зі своїми друзями потрапляє у різні неприємності.

## У ролях
- Джейкоб Латімор
- Тосін Кол
- Карен Обілом
- DC Young Fly
- Мелвін Грегг
- Ротімі
- Аллен Мальдонадо
- Шакіра Джані Пей
- Ендрю Сантіно
- Білл Белламі
- Тамера Кіссен

## Виробництво
У лютому 2018 року стало відомо, що продюсерська компанія Леброна Джеймса та Меверіка Картера SpringHill Entertainment займається розробкою ремейку фільму 1990 року " Домашня вечірка ". До написання сценарію були залучені Стівен Гловер та Джамал Олорі. У вересні 2019 року стало відомо, що режисером фільму стане кліпмейкер Calmatic, який зняв Old Town Road для репера Lil Nas X.
Основний знімальний процес розпочався на початку липня 2021 року в Каліфорнії. Через деякий час знімання було припинено через дев'ять випадків зараження коронавірусом у знімальної групи. Знімальний процес було відновлено на початку серпня. Реліз фільму було заплановано на стрімінговому сервісі HBO Max. Спочатку планувалося, що фільм вийде 28 липня 2022. Пізніше стало відомо, що прем'єра переноситься на 9 грудня і фільм вийде на великому екрані.